# Nuoto per disabili ai XV Giochi del Mediterraneo
Le gare di nuoto per disabili ai XV Giochi del Mediterraneo si sono svolte presso il centro sportivo Las Almadrabillas.
Si sono svolte gare nei 100 m maschili e femminili, entrambi in categoria S/10.

## Maschile
| Posizione | Paese               | Atleta          | Tempo   |
| --------- | ------------------- | --------------- | ------- |
| 1         | Francia             | GUEDDARI Sami   | 1:01.66 |
| 2         | Spagna              | COLLADO Jesus   | 1:02.91 |
| 3         | Croazia             | SPANJA Mihovil  | 1:07.57 |
| 4         | Italia              | FARES Christian | 1:09.64 |
| 5         | Serbia e Montenegro | SAVIC Zelico    | 1:10.20 |
| 6         | Serbia e Montenegro | YILMAZ Mustafa  | 1:16.41 |

| Posizione | Paese               | Atleta           | Tempo   |
| --------- | ------------------- | ---------------- | ------- |
| 1         | Spagna              | LEVECQ David     | 56:60   |
| 2         | Francia             | RUPP Vincent     | 1:02.64 |
| 3         | Italia              | MICUNCO Vincenzo | 1:07.25 |
| 4         | Turchia             | AYIK Ismet       | 1:08.63 |
| 5         | Croazia             | MAJOR Ferdinand  | 1:08.71 |
| 6         | Siria               | SKHITA Mayar     | 1:09.57 |
| 7         | Serbia e Montenegro | MALESEVIC Boris  | 1:15.51 |

| Posizione | Paese   | Atleta           | Tempo   |
| --------- | ------- | ---------------- | ------- |
|           | Spagna  | LEVECQ David     | 56:43   |
|           | Spagna  | COLLADO Jesus    | 1:00.26 |
|           | Francia | GUEDDARI Sami    | 1:01.16 |
| 4         | Francia | RUPP Vincent     | 1:01.92 |
| 5         | Italia  | MICUNCO Vincenzo | 1:06.80 |
| 6         | Croazia | SPANJA Mihovil   | 1:07.16 |
| 7         | Croazia | MAJOR Ferdinand  | 1:08.26 |
| 8         | Turchia | AYIK Ismet       | 1:09.20 |

## Femminile
| Posizione | Paese   | Atleta           | Tempo   |
| --------- | ------- | ---------------- | ------- |
| 1         | Francia | GRAL Emilie      | 1:11.85 |
| 2         | Spagna  | GASCON Sarai     | 1:13.80 |
| 3         | Italia  | Madonna Costanza | 1:14.50 |
| 4         | Turchia | KUTLU Sena       | 1:21.26 |

| Posizione | Paese   | Atleta            | Tempo   |
| --------- | ------- | ----------------- | ------- |
| 1         | Spagna  | MORALES Esther    | 56:60   |
| 2         | Croazia | SRSEN Ana         | 1:02.64 |
| 3         | Italia  | Alice Rosato      | 1:07.25 |
| 4         | Francia | LAROQUE Laurianne | 1:08.63 |
| 5         | Croazia | SOBOCAN Natasa    | 1:08.71 |

| Posizione | Paese   | Atleta            | Tempo   |
| --------- | ------- | ----------------- | ------- |
|           | Spagna  | MORALES Esther    | 1:06.63 |
|           | Francia | GRAL Emilie       | 1:09.93 |
|           | Croazia | SRSEN Ana         | 1:10.76 |
| 4         | Spagna  | GASCON Sarai      | 1:12.45 |
| 5         | Italia  | Madonna Costanza  | 1:14.54 |
| 6         | Italia  | ROSATO Alice      | 1:14.71 |
| 7         | Turchia | KUTLU Sena        | 1:20.33 |
| 8         | Francia | LAROQUE Laurianne | 1:20.46 |